# Rzhevsky (huyện)
Huyện Rzhevsky (tiếng Nga: ? райо́н) là một huyện hành chính tự quản (raion), của Tỉnh Tver, Nga. Huyện có diện tích 2776 km², dân số thời điểm ngày 1 tháng 1 năm 2000 là 15400 người. Trung tâm của huyện đóng ở Rzhev.